# O tempora, o mores!

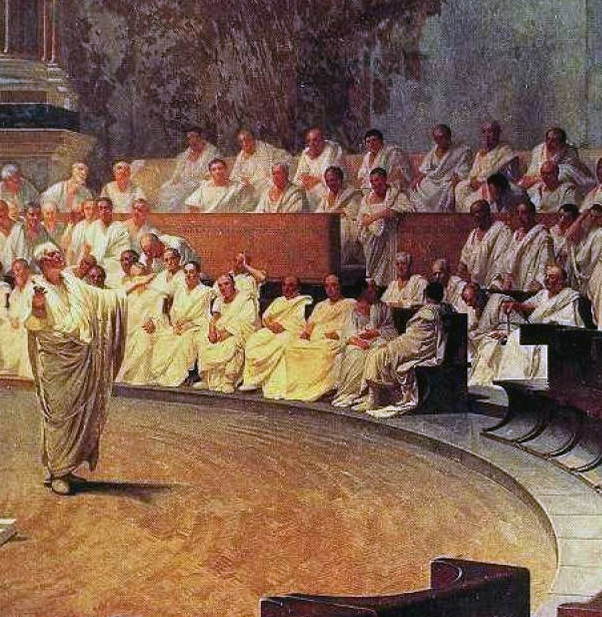
Cyceron oskarżający Katylinę (fragment fresku Cesare Maccariego)

O tempora, o mores! (łac. dosł. „O czasy, o obyczaje!”) – słowa Cycerona z jego pierwszego wystąpienia przeciw Katylinie (In Catilinam I 1,77), wyrażające oburzenie wobec ówczesnego zepsucia i rozluźnienia obyczajów.
W mowie tej Cyceron oskarżycielsko zwracał się do Katyliny, będącego jego przeciwnikiem politycznym i wrogiem osobistym, potępiając korupcję i upadek dobrych obyczajów. Cytowana często eksklamacja, która ostatecznie weszła do kanonu sentencji w kulturze europejskiej, wyraża myśl: „niestety, jakże zmieniają się czasy na gorsze”.
Obecnie wyrażenie to – w znaczeniu „co za czasy, co za obyczaje” – stosuje się w podobnych sytuacjach, lecz zazwyczaj żartobliwie lub z odcieniem ironii.